# Guillaume Henri Dufour
Guillaume Henri Dufour (Costanza, 15 settembre 1787 – Ginevra, 14 luglio 1875) è stato un generale, ingegnere e politico svizzero. È noto per la sua pioneristica carta della Svizzera e per le sue operazioni militari. Conservatore per natura e uomo del Juste-Milieu, fu un avversario di tutti gli estremismi e deciso sostenitore della coesione nazionale.Ha anche fondato la Croce Rossa Svizzera 

## Biografia

### Studi e carriera professionale
Guillaume Henri Dufour nacque a Costanza il 15 settembre 1787, figlio di Bénédict Dufour, orologiaio e deputato all'Assemblea nazionale ginevrina, e Pernette Valentin. All'età di due anni i suoi genitori fecero ritorno a Ginevra, da dove erano emigrati a causa della rivoluzione del 1782. Dopo aver studiato presso le scuole superiori in questa città, frequentò anche i corsi di lettere e di fisica all'Accademia di Ginevra. In seguito studiò alla scuola politecnica di Parigi dal 1807 al 1809 e alla scuola di applicazione del genio di Metz dal 1809 al 1810.
Fu ingegnere cantonale a Ginevra dal 1817 al 1850, ricoprendo tale carica in maniera ufficiosa fino al 1828. Dal 1821 diede occasionalmente corsi di matematica, geometria, geodesia e idraulica all'Accademia di Ginevra. Dal 1823 costruì in città diversi ponti sospesi tra cui quello di Bergues (1833-34) e dal 1827 intraprese la ristrutturazione del lungolago e della rada. Dal 1845 al 1856 supervisionò la creazione del catasto cantonale. Tra il 1829 e il 1850 compì diversi viaggi in Francia allo scopo di studiarne le realizzazioni industriali e ferroviarie. Si impegnò attivamente in favore della costruzione di una linea ferroviaria tra Lione e Ginevra, realizzata nel 1851. Come ingegnere e scienziato svolse numerose attività in diversi campi tra cui la geometria, le proiezioni, la statica applicata ai ponti, la resistenza dei solidi, la meccanica applicata, la geodesia, l'idraulica, la limnometria, e la gnomonica. Ebbe un ruolo di primo piano anche nelle trasformazioni urbanistiche e nei lavori di genio civile condotti a Ginevra e nella determinazione dei tracciati delle linee ferroviarie in Svizzera.

### Carriera militare

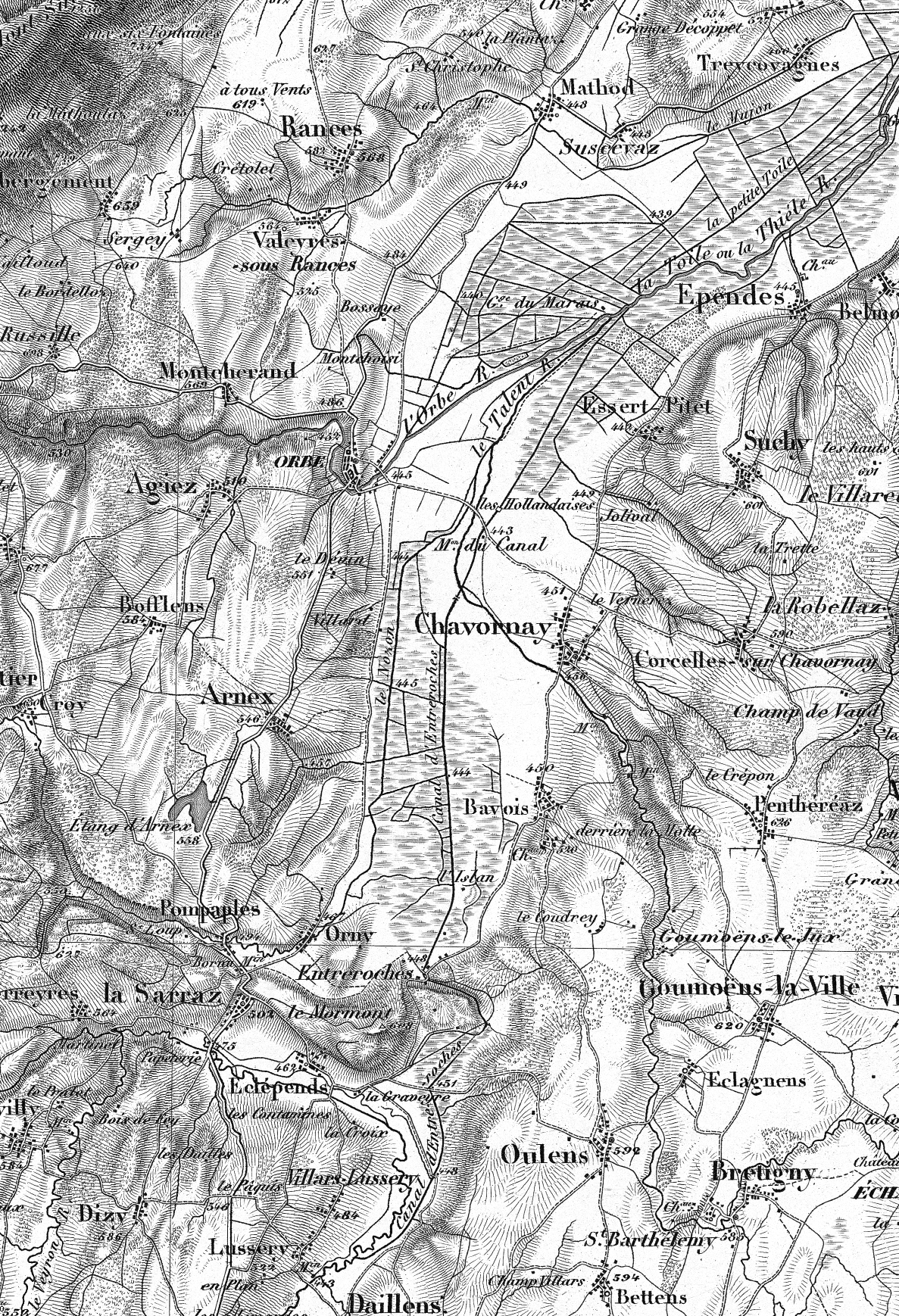
Rappresentazione della Carta Dufour

Dal 1811 prestò servizio nell'esercito francese fino al 1817. Di stanza a Corfù per dei lavori di fortificazione, nel giugno del 1813 venne ferito in uno scontro navale con gli inglesi. Promosso capitano di Stato maggiore, nel 1814 partecipò alla campagna di Francia. Nel 1817 fece ritorno a Ginevra e diede le dimissioni dall'esercito francese, per poi passare nell'esercito federale appena istituito con il grado di capitano. Fu promosso tenente colonnello nel 1820 e colonnello nel 1827. Nel 1819 fu cofondatore della scuola militare federale di Thun, dove successivamente occupò la carica di istruttore del genio fino al 1831. In questo incarico fu professore di Luigi Napoleone Bonaparte, il futuro Napoleone III, al quale rimase legato per il resto della sua vita.
Nel 1831 venne nominato capo di Stato maggiore e incaricato di organizzare la difesa della Svizzera in caso di conflitto europeo. L'anno seguente fu designato alla carica di quartiermastro generale della Confederazione, ossia capo di stato maggiore generale. In questo ambito diresse i lavori di triangolazione culminati nella stesura di una carta della Svizzera 1:100'000, la cosiddetta Carta Dufour, iniziata nel 1832 e completata nel 1864. Tale carta fu la prima opera cartografica ufficiale della Svizzera.
Nel 1833, in seguito alla sconfitta militare subita da Basilea Città contro Basilea Campagna, venne incaricato dalla Dieta di occupare Basilea con una divisione. Nel 1838, all'epoca dell'affare del principe Luigi Napoleone Bonaparte, Dufour pose Ginevra in stato di difesa allo scopo di prevenire un attacco francese. Nel 1843 comandò le truppe incaricate di reprimere gli scontri tra conservatori e radicali ginevrini.

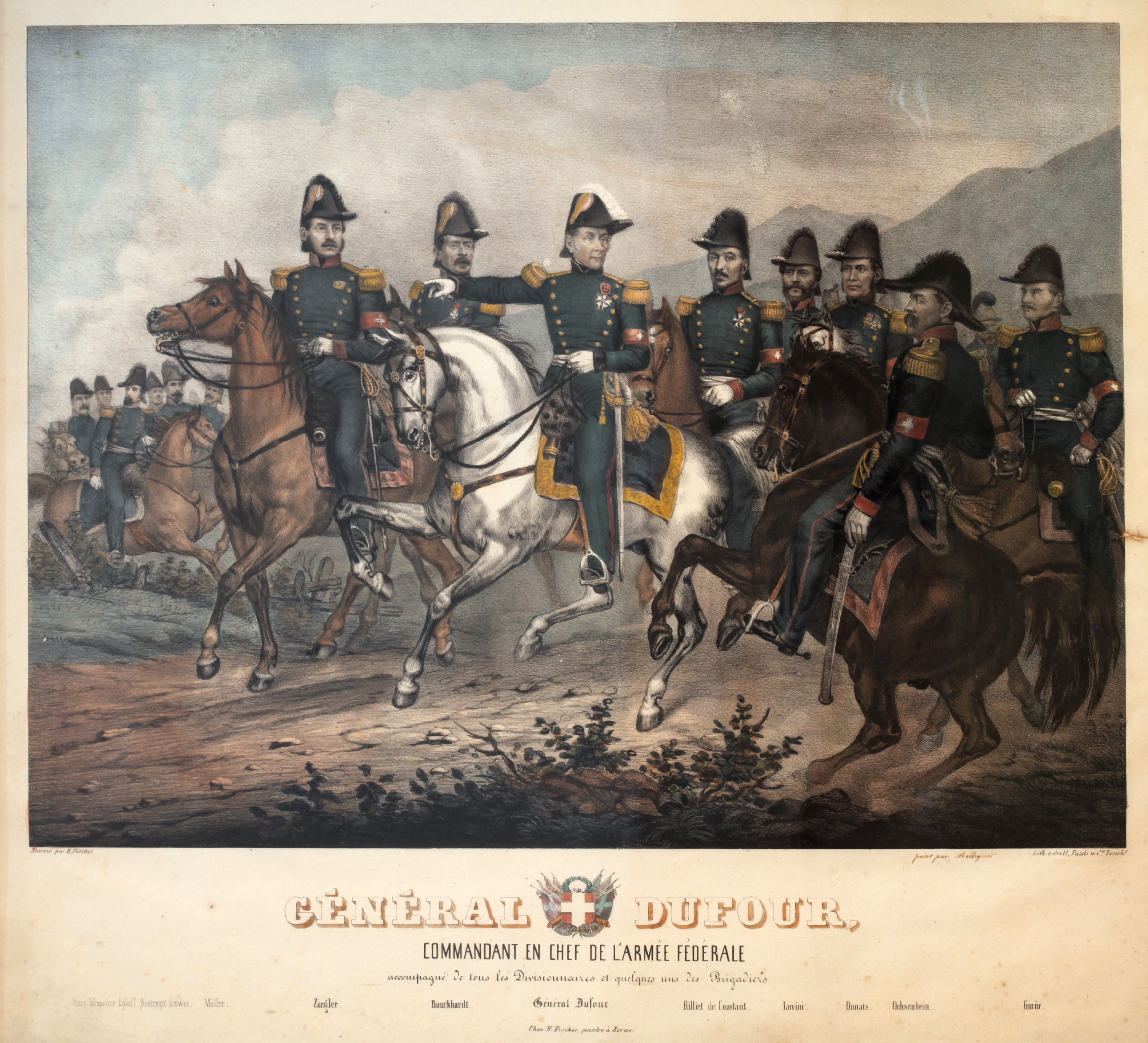
Ritratto del Generale Dufour accompagnato dai suoi colonnelli, 1848 circa

Il 21 ottobre 1847 fu nominato comandante delle truppe federali dalla Dieta, con il compito sciogliere la lega del Sonderbund composta da otto cantoni separatisti. Accettata la missione nonostante alcune reticenze, il 4 e il 5 novembre rivolse ai suoi divisionari, poi alle truppe, una "raccomandazione" e un "proclama" con l'intento di prevenire gli eccessi, imponendo ovunque alle sue truppe di attenersi a severi principi umanitari. I cantoni dissidenti capitolarono dopo una campagna di tre settimane, condotta con abilità e con pochissimo spargimento di sangue, grazie soprattutto alla volontà del generale Dufour di contenere al minimo le perdite (onde non compromettere il processo di unione nazionale). La lega venne disciolta, creando le condizioni per la costituzione della moderna Confederazione Svizzera del 1848. In segno di riconoscenza la Dieta gli accordò, a titolo d'onore, un dono di 40 000 franchi.
Nell'agosto del 1849, durante la rivoluzione nel granducato del Baden, l'Assemblea federale lo nominò di nuovo comandante in capo per evitare una eventuale violazione del territorio svizzero. Il 27 dicembre 1856 gli venne di nuovo chiesto di condurre l'esercito durante l'Affare di Neuchâtel, per garantire la sicurezza dello stato davanti alla minaccia di Federico Guglielmo IV di Prussia. L'occupazione del Reno da parte dell'esercito svizzero e la mediazione degli stati europei fecero sì che il Re di Prussia rinunciasse ai suoi progetti di invasione. Nel 1859 comandò di nuovo l'esercito svizzero, mobilitato in occasione della seconda guerra d'indipendenza italiana.

### Attività politica

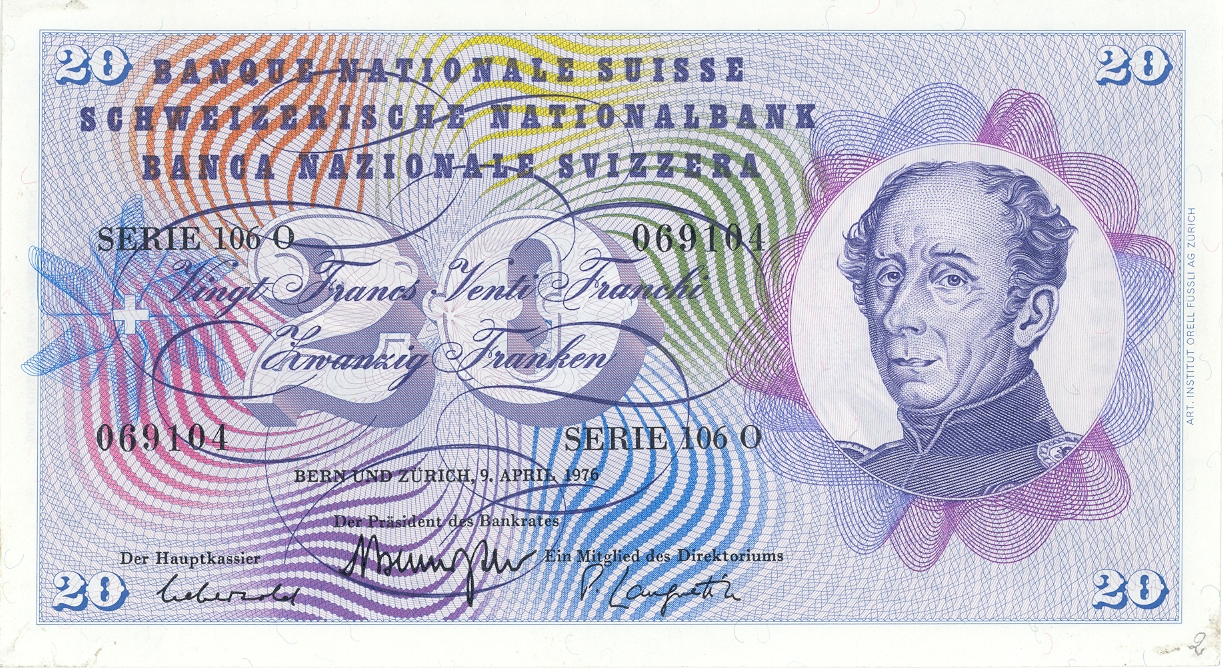
Ritratto del Generale Dafour su una vecchia banconota da 20 franchi

Parallelamente alle sue attività di ingegnere e ufficiale, Dufour intraprese una carriera politica che lo vide protagonista sia a Ginevra sia a Berna. Nel 1819 a Ginevra venne eletto nel Consiglio rappresentativo e si schierò fra i liberali. Nel 1830 sostenne l'adozione di una bandiera federale e fu il secondo rappresentante del suo cantone alla Dieta straordinaria. Dopo la rivoluzione ginevrina del novembre 1841 fu eletto alla Costituente cantonale e, nel 1842, al Gran Consiglio e al consiglio comunale. Dopo la rivoluzione del 1846 fu un oppositore dei radicali e del loro capo James Fazy.
Sul piano nazionale fu deputato al Consiglio nazionale per il Seeland dal 1848 al 1851 e poi per Ginevra dal 1854 al 1857, e infine Consigliere agli Stati per Ginevra dal 1862 al 1866. In quest'ultimo consesso si occupò tra l'altro della ratifica del trattato del 1862 riguardante la valle di Dappes. Nel marzo del 1860, durante l'affare della Savoia, intervenne invano presso Napoleone III per evitare l'annessione dello Chablais e del Faucigny da parte della Francia.

### Fondazione della Croce Rossa

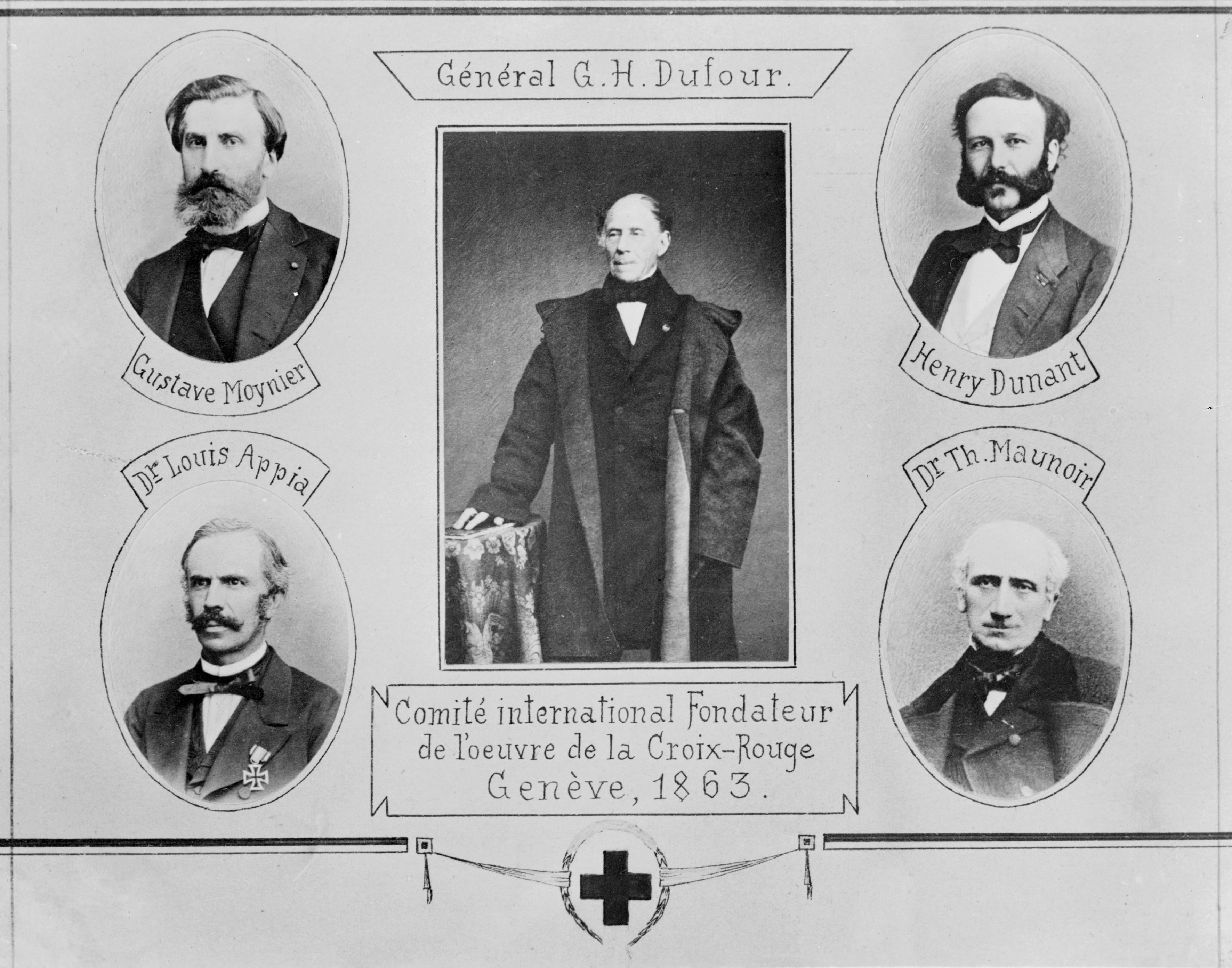
Illustrazione dei cinque fondatori della Croce Rossa, tra cui Dafour

Nel 1863 fu uno dei cinque cofondatori del comitato internazionale di soccorso ai militi feriti che in seguito divenne il Comitato Internazionale della Croce Rossa, di cui fu il primo presidente. Massone, fece parte della Gran Loggia Svizzera Alpina. Fu autore di un manuale di tattica, di alcuni scritti sulle fortificazioni e di diversi studi di storia militare. Dal 1847 al 1855 fece anche parte del concistoro della Chiesa nazionale protestante. Nel 1867 si ritirò da tutti gli incarichi pubblici per morire nella casa degli avi a Les Eaux-Vives nel 1875, all'età di 87 anni.

## Opere
- De la fortification permanente (1822)
- Cours de tactique (1840)
- Campagne du Sonderbund et événements de 1856 (1876, postumo)